# Josip Vončina
Josip Vončina (Ravna Gora, 18. rujna 1932. - Zagreb, 18. listopada 2010.), hrvatski jezikoslovac, književni povjesničar, akademik, član Hrvatske akademije znanosti i umjetnosti u Razredu za filološke znanosti.

## Životopis
Rodio se 18. rujna 1932. u Ravnoj Gori, Gorski kotar. Osnovnu školu i niže razrede gimnazije završio je u Požegi, više razrede gimnazije u Zagrebu, gdje je na Filozofskom fakultetu diplomirao studijske grupe: VIII. (Narodni jezik i književnost) i IX. (Ruski jezik i književnost). 
Od 1956. do 1960. je korektor, potom lektor u Izdavačkom poduzeću Školska knjiga u Zagrebu. Potkraj 1960. izabran je za asistenta na Katedri za povijest hrvatskoga jezika i hrvatsku dijalektologiju Filozofskoga fakulteta u Zagrebu. Godine 1965. promoviran je u doktora filoloških znanosti na temelju disertacije "Jezik Antuna Kanižlića", 1968. docent, 1974. izvanredni profesor, 1978. redoviti profesor. 
Više je godina predavao na pedagoškim fakultetima u Rijeci i Osijeku. Od 1976. do 1978. godine je prodekan Filozofskoga fakulteta u Zagrebu. Lektor hrvatskoga jezika: 1962.1963. u Kölnu, 1963. – 1964. i 1964. – 1965. u Rennesu, 1969. u Mannheimu. Gost profesor: 1972. – 1973. u Kölnu, 1990. u Zürichu. Od 1992. do 1999. bio je predstojnik Katedre za povijest hrvatskoga jezika i hrvatsku dijalektologiju. Umirovljen je 1. listopada 1999.
Godine 1972. pomoćnik direktora Zagrebačke slavističke škole; u toj je školi više godina bio predavač i lektor. Od 1981. do 1983. predsjednik Hrvatskoga filološkog društva. Sudjelovao je na više od stotinu znanstvenih skupova.
Rad u Hrvatskoj akademiji znanosti i umjetnosti: 1977. član suradnik, 1986. izvanredni član, 1991. redoviti član. Od 1997. tajnik Razreda za filološke znanosti HAZU. Ostale dužnosti u HAZU: voditelj istraživačkog projekta Proučavanje povijesti hrvatskoga književnog jezika; glavni urednik Dopuna Akademijina rječnika; urednik IV. knjige projekta Hrvatska i Europa.
Rad u Matici hrvatskoj: izvršni urednik biblioteke Stoljeća hrvatske književnosti.
Godine 1989. dobio je nagradu "Božidar Adžija" za značajnu znanstvenu djelatnost u oblasti društveno-humanističkih znanosti u području hrvatske leksikografije.
Objavio je više od dvije stotine znanstvenih i stručnih priloga (članaka, rasprava i knjiga).

## Knjige
- Analize starih hrvatskih pisaca. Čakavski sabor, Split 1977.
- Jezičnopovijesne rasprave. Sveučilišna naklada Liber, Zagreb 1979.
- Jezična baština. Lingvostilistička hrestomatija hrvatske književnosti od kraja 15. do početka 19. stoljeća. Književni krug, Split 1988.
- Korijeni Krležina Kerempuha. Naprijed, Zagreb 1991.
- Preporodni jezični temelji. Matica hrvatska, Zagreb 1993.
- Tekstološka načela za pisanu baštinu hrvatskoga jezičnog izraza. Posebni prilog Stoljećima hrvatske književnosti. Matica hrvatska, Zagreb 1999.

Za tisak je priredio nova izdanja hrvatskih književnih tekstova kojima su autori: Marko Marulić, pjesnici Ranjinina zbornika, Mavro Vetranović, Petar Hektorović, Petar Zoranić, Petar Zrinski, Fran Krsto Frankopan, Pavao Ritter Vitezović, Milutin Cihlar Nehajev. Popratne je rasprave napisao pretiscima: Nikola Dešić, Raj duše (1560.); Ivan Belostenec, Gazophylacium seu Latino-Illyricorum onomatum aerarium (1740.).

## Vanjske poveznice
- Josip Vončina, Belostenčev hibridni jezik  Arhivirana inačica izvorne stranice od 12. lipnja 2007. (Wayback Machine)